# Miniopterus macrocneme
Miniopterus macrocneme is een vleermuis uit het geslacht Miniopterus die voorkomt van Nieuw-Guinea tot Nieuw-Caledonië. Pas in de jaren 50 van de 20e eeuw werd deze soort in Nieuw-Guinea herkend als een aparte vorm; daarvoor werd de soort tot M. australis gerekend. De scheiding tussen de westelijke M. pusillus en de oostelijke M. macrocneme is van nog latere datum.
Op Nieuw-Guinea is deze soort bekend van zo'n tien locaties langs de centrale bergen van het eiland, van zeeniveau tot op 3200 m hoogte. De populaties in Celebes, de Molukken en Timor die wel tot M. macrocneme zijn gerekend worden nu in M. pusillus geplaatst. Oostelijk van Nieuw-Guinea is de soort bekend van een aantal eilanden in de Bismarckarchipel, de Salomonseilanden, Vanuatu en Nieuw-Caledonië: Aore, Choiseul, Efate, Erromango, Kiriwina, Lifou, Malakula, Malo, Mangole, Manus, Maré, Mbanika, Misima, Mota, New Georgia, Nieuw-Brittannië, Nieuw-Caledonië, Nieuw-Ierland, San Cristobal, Tanna en Woodlark. De soort vormt grote koloniën in grotten, die vaak gedeeld worden met andere Miniopterus als M. australis en M. tristis. Anders dan de langvleugelvleermuis (M. schreibersii) slaapt deze soort niet in grote groepen bij elkaar in de grotten, maar alleen of in kleine groepen.
Deze soort is een van de kleinste Miniopterus in zijn verspreidingsgebied, maar lijkt sterk op M. australis. Deze heeft echter een kortere tibia (11 tot 15,7 mm bij M. australis tegen 17,5 tot 20,3 mm bij M. macrocneme). Voor dieren uit de Papoea-Nieuw-Guineese provincie Sandaun bedraagt de kop-romplengte 42 tot 50 mm, de staartlengte 49 tot 55 mm, de voorarmlengte 44 tot 46,5 mm, de tibialengte 17,5 tot 19,3 mm, de oorlengte 8,6 tot 11 mm en het gewicht 8 tot 10 g. Bij exemplaren uit Efate (Vanuatu) bedraagt de kop-romplengte 41,6 tot 48,0 mm, de staartlengte 40,5 tot 54,0 mm, de voorarmlengte 41,5 tot 45,0 mm, de tibialengte 19,3 tot 20,3 mm, de oorlengte 10,0 tot 11,2 mm en het gewicht 7,5 tot 9,0 g.